# نانوذره مس
یک نانو ذرهٔ مس، ذره ای از جنس مس با اندازهٔ ۱ تا ۱۰۰ نانومتر است. مانند بسیاری از دیگر فرم‌های نانوذره‌ها، یک نانوذرهٔ مس می‌تواند به وسیلهٔ فرایندهای طبیعی یا از طریق ترکیب شیمیایی تشکیل شود. این نانوذره‌ها به دلیل کاربرد تاریخی همچون عامل رنگ‌آمیزی و کاربرد مدرن در زیست‌پزشکی شهرت دارند.

## استفاده تاریخی

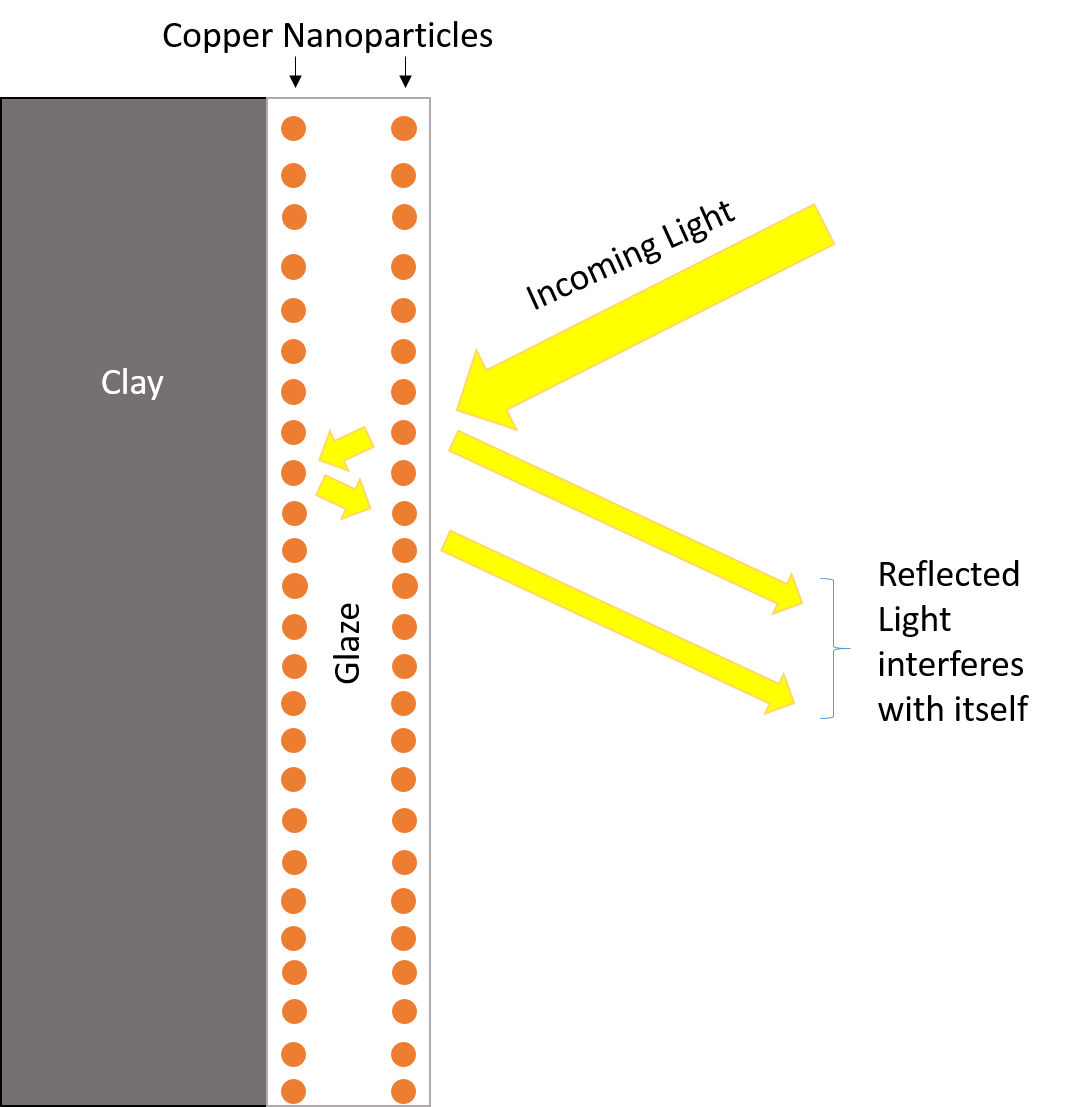
شکل یک:درخشندگی به وسیلهٔ اثر تداخل امواج نور بازتابیده از دو لایهٔ نانوذرات مس در لعاب کوزه.

یکی از نخستین کاربردهای نانوذرات مس رنگ کردن شیشه و سفال در قرن نهم در بین‌النهرین(میان‌رودان) بود. این با ساختن یک لعاب از مس و نمک نقره و اضافه کردن آن به خاک کوزه‌گری انجام شد. وقتی کوزه در دماهای بالا پخته می‌شد در شرایط کاهشی، یون‌های فلزی به بخش خارجی لعاب منتقل می‌شدند و به فلز کاهش پیدا می‌کردند. نتیجه نهایی دو لایهٔ نانوذرهٔ فلز و با مقدار کمی لعاب در بین آنها بود. وقتی کوزهٔ پخته شده در معرض نور قرار می‌گرفت، نور به لایهٔ اول نفوذ پیدا کرده و از آن بازتابش می‌شد. نور نفوذ پیدا کرده از لایهٔ اول توسط لایهٔ دوم نانوذرات بازتابش پیدا می‌کرد و با نور بازتابش شده از لایهٔ اول اثرتداخل امواج را ایجاد می‌کرد که باعث درخشندگی این لایه‌های کوزه می‌شد.

## ترکیب

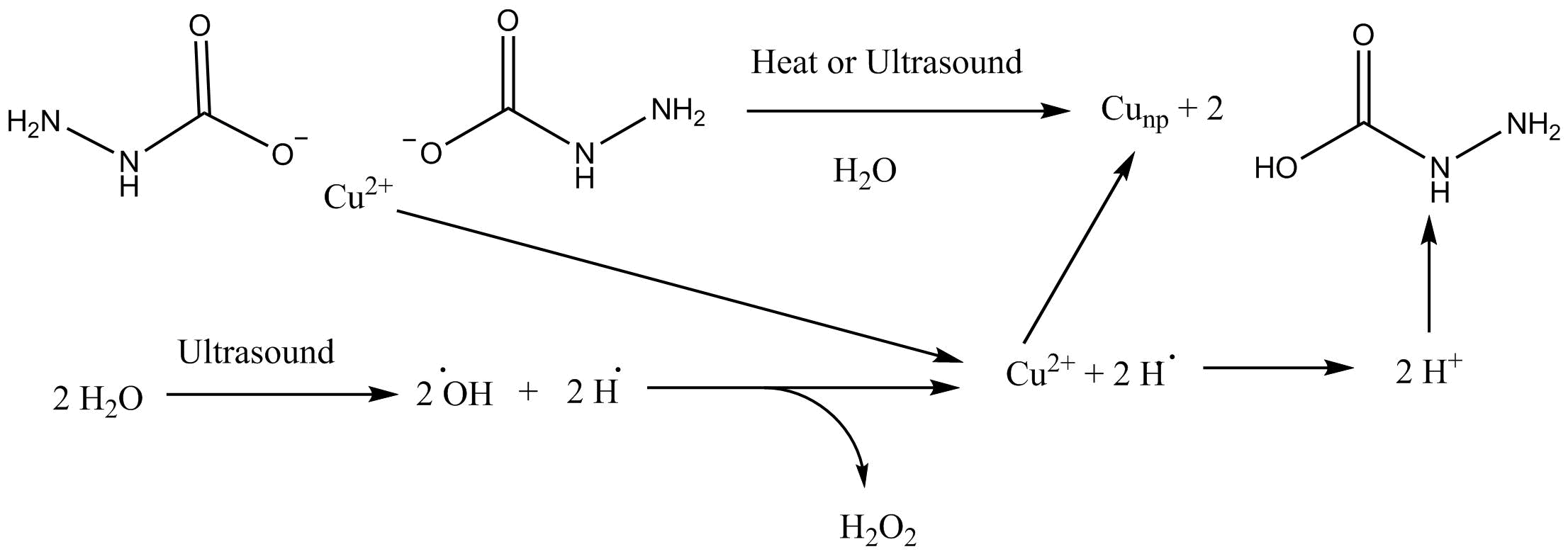
شکل ۲: یک روش ترکیب نانوذرات مس شامل نمک مس(II) هیدرازین کربوکسیلات است که متحمل واکنش فعال با هیدروژن رادیکال تولید شده با فراصوت می‌شود تا نانوذرات، هیدروژن پراکسید و هیدرازین کربوکسیلیک اسید تشکیل شود.

روش‌های مختلفی برای ترکیب کردن شیمیایی نانوذرات مس معرفی شده‌است. یک روش قدیمی آن شامل کاهش هیدرازین کربوکسیلات مس در یک محلول آبی با رفلاکس یا گرم کردن از طریقفراصوت در یک جو ساکن از آرگون است که نتیجهٔ آن ترکیبی از اکسید مس و گروهی از نانوذرات مس است که به روش استفاده شده بستگی دارد. یک روش مدرن ترکیب، بهره بردن ازکلرید مس در یک واکنش دمایی با سدیم سیترات(نمک میوه) یا میریستیک اسید در یک محلول آبی شامل سدیم فرمالدهید سولفوکسیلات(SFS) برای به‌دست آوردن پودر نانوذرهٔ مس خالص است. درحالی که این ترکیبات نانوذرات مس پایدار را تولید می‌کنند، امکان کنترل اندازه و شکل نانوذرات مس وجود دارد. کاهش استیل استونات مس(II) در حلال ارگانیک به همراه آلیل‌آمین واسید اولئیک باعث به وجود آمدن ساختار میله‌ای و مکعب‌شکل نانوذرات می‌شود؛ درحالی که تنوع در دمای واکنش بر اندازهٔ ذرات ترکیب شده تأثیر می‌گذارد.
همان‌طور که در شکل نمایش داده شده‌است، روش دیگر ترکیب استفاده از نمک مس(II) هیدرازین کربوکسیلات با فراصوت یا گرما در آب برای به وجود آوردن واکنش فعال است.
نانوذرات مس همچنین می‌توانند با استفاده از شیمی سبز ترکیب شوند تا اثر زیست‌محیطی واکنش کاهش یابد. کلرید مس می‌تواند فقط با استفاده از ال-آسکوربیک اسید (ویتامین ث) در یک محلول جامد گرمادیده کاهش یابد تا نانوذرات پایدار مس را تولید کند.

## ویژگی‌ها
نانوذرات مس ویژگی‌های منحصر به فردی از جمله کاتالیزوری و فعالیت‌های ضد قارچ/ضد باکتری از خود نشان می‌دهند که در مس تجاری مشاهده نمی‌شود. اول از همه، نانوذرات مس دارای یک فعالیت کاتالیزوری بسیار قوی می‌باشند که می‌تواند آنرا به ناحیه سطحی کاتالیزوری بزرگ آنها نسبت داد. نانوذرات با اندازه‌های کوچک و تخلخل زیاد، زمانی که مورد استفاده به عنوان عامل در ترکیبات آلی هستند، قادر به دستیابی به عملکرد واکنش بالاتر و زمان واکنش کوتاه‌تر می‌باشند. در واقع، نانوذرات مس استفاده شده در واکنش تراکم یدوبنزن، باعث تبدیل حدود ۸۸ درصد به بایفنیل شده‌اند، در حالی که مس تجاری تنها می-تواند باعث ۴۳ درصد تبدیل شود.
نانوذرات مس که بسیار کوچک و دارای نسبت سطح به حجم بالایی هستند نیز می‌توانند به عنوان ضد قارچ / ضد باکتری‌ها عمل کنند.[۸] فعالیت ضد میکروبی به‌وسیلهٔ تعامل نزدیک آنها با غشاهای میکروبی و آزاد کردن یون‌های فلزی آنها در محلول، ایجاد می‌شود. همان‌طور که نانوذرات در محلولها به آرامی اکسید می‌شوند، یونهای مس از آنها خارج می‌شوند و وقتی که غشای چربی در نزدیکی آنها قرار دارد، آنها می‌توانند رادیکال‌های آزاد هیدروکسیل سمی ایجاد کنند. سپس، رادیکال‌های آزاد، لیپیدها را در غشای سلولی از طریق اکسیداسیون برای تخریب غشاء جدا می‌کنند. در نتیجه، مواد داخل سلولی از طریق غشاهای مخرب خارج می‌شوند؛ سلول‌ها دیگر قادر به حفظ فرایندهای بیوشیمی پایه نیستند. در پایان، تمام این تغییرات داخل سلول که ناشی از رادیکال‌های آزاد هستند، باعث مرگ سلول می‌شود.

## کاربردها

### خاصیت کاتالیزوری
نانوذرات مس با فعالیت‌های کاتالیزوری عالی می‌توانند به سنسورهای طبیعی و الکتروشیمیایی اضافه شوند. واکنشهای احیا که در این سنسورها استفاده می‌شوند، عمدتاً غیرقابل برگشت هستند و همچنین نیاز به انرژی بیشتری برای اجرا دارند. در حقیقت، نانوذرات می‌توانند واکنشهای احیا را برگشت‌پذیر کنند و در هنگام استفاده در سنسورها، توان حداکثر را کاهش می‌دهند.

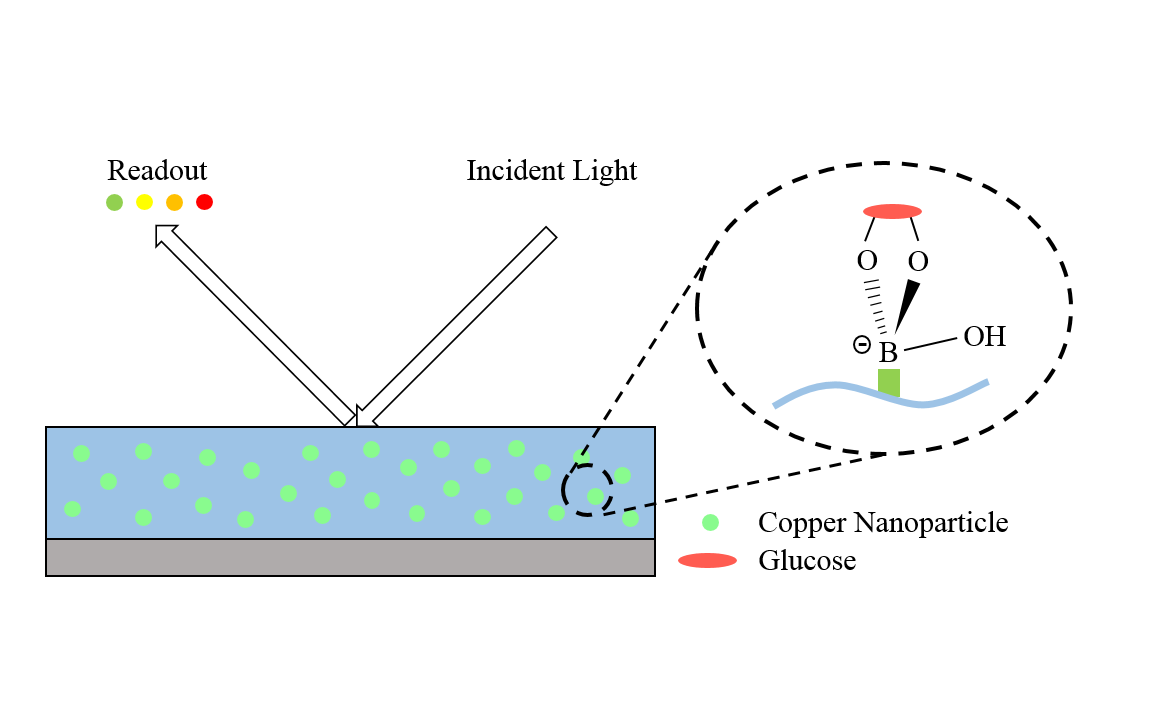
شکل ۳: هیدروژل پلی آکریل آمید حاوی نانوذرات مس قادر به تعیین سطوح گلوکز در نمونه ای است که به ژل اضافه شده‌است. زمانی که گروه‌های اسید فنیل بورون در پلیمرهای هیدروژل، مولکول‌های گلوکز را درگیر می‌کنند، ژل متورم می‌شود. در نتیجه، نانوذرات مس با توجه به چگونگی نور حادث پراکنده شده توسط ژل از هم جدا می‌شوند. همان‌طور که سطح گلوکز کاهش می‌یابد، رنگ ژل از قرمز تا نارنجی به زرد تا سبز تغییر می‌کند.

یکی از نمونه‌ها یک سنسور گلوکز است. با استفاده از نانوذرات مس، سنسور نیازی به آنزیم ندارد و بنابراین نیازی به مقابله با تجزیه آنزیمی ندارد.همان‌طور که در شکل ۳ نشان داده شده‌است، بسته به سطح گلوکز، نانوذرات در سنسور، نور را با یک زاویه متفاوت پخش می‌کنند. در نتیجه، نور پراکنده شده رنگ متفاوتی را براساس سطح گلوکز نشان می‌دهد. در واقع، نانوذرات، سنسور را قادر می‌سازند که در دماهای بالا و pHهای متفاوت پایداری نشان دهد و مقاومت بیشتری نسبت به مواد شیمیایی سمی داشته باشد.[۱۲] علاوه بر این، با استفاده از نانوذرات، اسید آمینه بومی می‌تواند شناسایی شود. یک الکترود کربن روی صفحه ای چاپ شده با نانوذرات مس به عنوان یک سیستم سنجش پایدار و مؤثر برای تشخیص ۲۰ اسید آمینه به کار می-رود.

### میکروب‌زدایی
خاصیت آنتی باکتریال نانوذرات به دلیل اندازه بسیار کوچک و در نتیجه نسبت بالای سطح به حجم آن‌هاست؛ نسبت سطح به حجم بالا این امکان را برای نانو ذرات فراهم می‌کند تا مستقیماً با غشاء میکروبی در تماس باشند.
طی تحقیقی که توسط تعدادی از محققان دانشگاه فردوسی مشهد صورت گرفته، تأثیر حضور اکسید آهن به عنوان ناخالصی بر ویژگی‌های ساختاری و خواص ضد باکتری نانو ذرات اکسید مس تهیه شده به روش
سل – ژل مورد بررسی قرار گرفته‌است. طی این تحقیق، نانوذرات مس با اندازه دانه ۳۷ نانوم‌تر با درصدهای مختلفی از آهن به عنوان ناخالصی (۰. ۱۵، ۰. ۱، ۰. ۰۵، ۰. ۰) توسط روش شیمیایی سل- ژل در دمای ۴۰۰ درجه سانتی گراد تهیه شده و تأثیر افزودن ناخالصی بر خواص آنتی باکتریال نمونه‌ها بررسی شده‌است. نتایج این آزمایش حاکی از آن است که خواص آنتی باکتریال نمونه‌های اکسید مس با افزودن ناخالصی آهن تا میزان ۱۵٪ در برابر باکتری Escherichia) E. Coli)افزایش قابل ملاحظه‌ای خواهد داشت.
همچنین در راستای بهره‌برداری از این ویژگی نانوذرات مس، اخیراً محققان دانشگاه صنعتی امیر کبیر با استفاده از این نانوذرات موفق به تولید پارچه‌های آنتی باکتریال شده‌اند که قابل استفاده در حوزه منسوجات پزشکی و خانگی است. به علت آنکه قیمت نانو ذرات مس در مقابل نانو ذرات نقره (که خاصیت آنتی باکتری بسیار بالایی دارند) کمتر است، این محققان بر آن شدند تا نانوذرات مس را جایگزین نانوذرات نقره در بافت منسوجات ضد باکتری کنند. خواص ضد قارچ، ضد باکتری و ضد میکروب نانوذرات مس آن را جهت استفاده در الیاف و منسوجات پزشکی از قبیل گاز استریل، لباس‌های مورد استفاده در بخش‌های در معرض آلودگی، نخ بخیه و… بسیار کاربردی کرده‌است. پارچه تولیدی توسط این دسته از محققان به دلیل آبگریزی (عدم خیس شوندگی سطح)، خواص مکانیکی بیشتر و نهایتاً خاصیت ضد باکتری نسبت به پارچه‌های پنبه‌ای رجحان داشته و علاوه بر آن از ثبات بالایی حین شستشو برخوردارند چنانچه حتی بعد از سی مرتبه شستشو در شرایط استاندارد خاصیت ضد باکتریشان دستخوش تغییر زیادی نمی‌شود.
همچنین طی اعلام ستاد توسعه فناوری نانو نخ‌های از جنس پلی استر با خاصیت آنتی باکتریال به‌دست آمده از نانوذرات نقره و مس در بافت فرش ماشینی بکار رفته و باعث شده‌اند تا فرش نهایی خاصیت ضد باکتری داشته و در مراکز پر رفت‌وآمد دچار بوگرفتگی نشود.